# منية السباع
منية السباع إحدى قرى مركز بنها التابع لمحافظة القليوبية بجمهورية مصر العربية.

## التاريخ
قرية منية السباع من القرى القديمة، حيث وردت باسم «منية السباع» وهي «منية الخنازير» في أعمال الشرقية ضمن قرى الروك الصلاحي التي أحصاها ابن مماتي في كتاب قوانين الدواوين، كما وردت باسم «منية السباع» المعروفة باسم «منية الخنازير» في أعمال الشرقية ضمن قرى الروك الناصري التي أحصاها ابن الجيعان في كتاب «التحفة السنية بأسماء البلاد المصرية». وفي العصر العثماني وردت «منية الخنازير» في التربيع العثماني الذي أجراه الوالي العثماني سليمان باشا الخادم في عصر السلطان العثماني سليمان القانوني ضمن قرى ولاية القليوبية، وفي تاريخ 1228هـ/1813م الذي عدّ قرى مصر بعد المسح الذي قام به محمد علي باشا باسم «ميت خنازير» ضمن قرى مديرية القليوبية. ويُذكر أنه في العصر الفاطمي، غضب عامل الخراج على أهلها لتأخرهم في دفع الخراج، فأطلق عليها منية الخنازير. وفي سنة 1349هـ/1930م، تغيّر اسمها إلى الاسم الأصلي «منية السباع» بطلب من أهلها.

## السكان
بلغ عدد سكان منية السباع 14,084 نسمة، حسب الإحصاء الرسمي لعام 2006.